# 강원특별자치도의 문화재자료 (제1호 ~ 제100호)
강원특별자치도의 문화재자료는 국가지정문화재 또는 도지정문화재로 지정되지 않은 유형의 문화재 중에서 향토문화 보존상 원형대로 보존할 가치가 있는 것을 강원특별자치도지사가 문화재위원회의 심의를 거쳐 문화재자료로 지정한 것을 말한다.

## 지정목록

### 제1호 ~ 제100호
| 번호  | 사진 | 명칭                                                | 소재지                                      | 관리자 (단체)  | 지정일                                                                              | 참조 |
| 1호   |      | 소양정 (昭陽亭)                                     | 강원 춘천시 소양로1가 산1-1                 | 춘천시         | 1984년 6월 2일 지정                                                                 |      |
| 2호   |      | 강릉귀부 (江陵龜趺)                                 | 강원 강릉시 죽헌동 177-4 (강릉시립박물관내) | 강릉시         | 1984년 6월 2일 지정                                                                 |      |
| 3호   |      | 강릉석불입상 (江陵石佛立像)                         | 강원 강릉시 죽헌동 177-4 (강릉시립박물관내) | 강릉시         | 1984년 6월 2일 지정                                                                 |      |
| 4호   |      | 강릉옥천동석탑재 (江陵玉川洞石塔材)                 | 강원 강릉시 죽헌동 177-4 (강릉시립박물관내) | 강릉시         | 1984년 6월 2일 지정                                                                 |      |
| 5호   |      | 금란정 (金蘭亭)                                     | 강원 강릉시 저동 15-1                       | 금란계원       | 1984년 6월 2일 지정                                                                 |      |
| 6호   |      | 보진당 (보眞堂)                                     | 강원 강릉시 옥천동 66                       | 안동권씨종중   | 1984년 6월 2일 지정                                                                 |      |
| 7호   |      | 신흥사 (神興寺)                                     | 강원 속초시 설악동 170                      | 신흥사         | 1984년 6월 2일 지정                                                                 |      |
| 8호   |      | 청평사삼층석탑 (淸平寺三層石塔)                     | 강원 춘천시 북산면 청평리 산189-2           | 청평사         | 1984년 6월 2일 지정                                                                 |      |
| 9호   |      | 월송리삼층석탑 (月松里三層石塔)                     | 강원 춘천시 서면 수정3길 64-15              | 춘천시         | 1984년 6월 2일 지정                                                                 |      |
| 10호  |      | 홍천양덕원삼층석탑 (洪川陽德院三層石塔)             | 강원 홍천군 남면 양덕원리 210-2,3           | 홍천군         | 1984년 6월 2일 지정                                                                 |      |
| 11호  |      | 수타사삼층석탑 (壽陀寺三層石塔)                     | 강원 홍천군 동면 덕치리 10                  | 수타사         | 1984년 6월 2일 지정                                                                 |      |
| 12호  |      | 괘석리삼층석탑 (掛石里三層石塔)                     | 강원 홍천군 두촌면 괘석리 647-1             | 홍천군         | 1984년 6월 2일 지정                                                                 |      |
| 13호  |      | 장남리삼층석탑 (長南里三層石塔)                     | 강원 홍천군 두촌면 장남리 681               | 홍천군         | 1984년 6월 2일 지정                                                                 |      |
| 14호  |      | 홍천진리석불 (洪川津里石佛)                         | 강원 홍천군 홍천읍 진리 76-6                | 홍천군         | 1984년 6월 2일 지정                                                                 |      |
| 15호  |      | 수타사홍우당부도 (壽陀寺紅藕堂浮屠)                 | 강원 홍천군 동면 덕치리 25                  | 수타사         | 1984년 6월 2일 지정                                                                 |      |
| 16호  |      | 태종대 (太宗臺)                                     | 강원 횡성군 강림면 강림2리 2116             | 횡성군         | 1984년 6월 2일 지정                                                                 |      |
| 17호  |      | 운암정 (雲岩亭)                                     | 강원 횡성군 횡성읍 읍하리 산7-1             | 횡성군         | 1984년 6월 2일 지정                                                                 |      |
| 18호  |      | 상원사대웅전 (上院寺大雄殿)                         | 강원 원주시 신림면 성남리 산171             | 상원사         | 1984년 6월 2일 지정                                                                 |      |
| 19호  |      | 입석사석탑 (立石寺石塔)                             | 강원 원주시 소초면 흥양리 산1               | 입석사         | 1984년 6월 2일 지정                                                                 |      |
| 20호  |      | 법천사지 당간지주 (法泉寺幢竿支柱)                  | 강원 원주시 부론면 법천리 620               | 원주시         | 1984년 6월 2일 지정                                                                 |      |
| 21호  |      | 김제남신도비 (金悌男神道碑)                         | 강원 원주시 지정면 안창리 산67-3            | 연안김씨종친회 | 1984년 6월 2일 지정                                                                 |      |
| 22호  |      | 주포리미륵불및삼층석탑 (周浦里彌勒佛및三層石塔)     | 강원 원주시 귀래면 주포리 25-2              | 원주시         | 1984년 6월 2일 지정                                                                 |      |
| 23호  |      | 보덕사극락보전 (報德寺極樂寶殿)                     | 강원 영월군 영월읍 영흥리 1110              | 보덕사         | 1984년 6월 2일 지정                                                                 |      |
| 24호  |      | 금강정 (錦江亭)                                     | 강원 영월군 영월읍 영흥리 78                | 영월군         | 1984년 6월 2일 지정                                                                 |      |
| 25호  |      | 금몽암 (禁夢庵)                                     | 강원 영월군 영월읍 영흥리 1117              | 보덕사         | 1984년 6월 2일 지정                                                                 |      |
| 27호  |      | 민충사 (愍忠祠)                                     | 강원 영월군 영월읍 영흥리 77                | 영월군         | 1984년 6월 2일 지정                                                                 |      |
| 28호  |      | 주천삼층석탑 (酒泉三層石塔)                         | 강원 영월군 주천면 주천리 1125-4            | 영월군         | 1984년 6월 2일 지정                                                                 |      |
| 29호  |      | 법흥사적멸보궁 (法興寺寂滅寶宮)                     | 강원 영월군 수주면 법흥리 317               | 법흥사         | 1984년 6월 2일 지정, 1990년 5월 31일 해제, 해제사유 미상                            |      |
| 30호  |      | 유동리오층석탑 (柳洞里五層石塔)                     | 강원 평창군 평창읍 유동리 산1               | 평창군         | 1984년 6월 2일 지정                                                                 |      |
| 32호  |      | 정암사적멸보궁 (淨岩寺寂滅寶宮)                     | 강원 정선군 고한읍 고한리 1                 | 정암사         | 1972년 2월 1일 지정                                                                 |      |
| 33호  |      | 동송읍마애불상 (東松邑磨崖佛像)                     | 강원 철원군 동송읍 이평리 산76              | 철원군         | 1984년 6월 2일 지정                                                                 |      |
| 34호  |      | 상동리삼층석탑및석불좌상 (上東里三層石塔및石佛坐像) | 강원 인제군 인제읍 상동리 산1-3             | 백련정사       | 1984년 6월 2일 지정                                                                 |      |
| 35호  |      | 건봉사불이문 (乾鳳寺不二門)                         | 강원 고성군 거진읍 냉천리                   | 건봉사         | 1984년 6월 2일 지정                                                                 |      |
| 36호  |      | 낙산사홍련암 (洛山寺紅蓮庵)                         | 강원 양양군 강현면 전진리 57-2              | 낙산사         | 1984년 6월 2일 지정                                                                 |      |
| 37호  |      | 보현사대웅전 (普賢寺大雄殿)                         | 강원 강릉시 성산면 보광리 544               | 보현사         | 1984년 6월 2일 지정                                                                 |      |
| 38호  |      | 강릉굴산사지석불좌상 (江陵崛山寺地石佛坐像)         | 강원 강릉시 구정면 학산리 70-82             | 강릉시         | 1984년 6월 2일 지정                                                                 |      |
| 41호  |      | 요선정 (邀仙亭)                                     | 강원 영월군 수주면 무릉리 산139             | 영월군         | 1984년 6월 2일 지정                                                                 |      |
| 42호  |      | 월정사부도군 (月精寺浮屠群)                         | 강원 평창군 진부면 동산리 산1               | 월정사         | 1984년 6월 2일 지정                                                                 |      |
| 43호  |      | 강릉산계리석탑 (江陵山溪里石塔)                     | 강원 강릉시 옥계면 산계리 1230-2            | 강릉시         | 1984년 6월 2일 지정                                                                 |      |
| 45호  |      | 흥법사지 (興法寺址)                                 | 강원 원주시 지정면 안창리 517-2외 7필지     | 원주시         | 1984년 6월 2일 지정                                                                 |      |
| 46호  |      | 부곡지석묘 (釜谷支石墓)                             | 강원 동해시 천곡동 806 동해시청내           | 동해시         | 1984년 6월 2일 지정                                                                 |      |
| 47호  |      | 금강산성 (金剛山城)                                 | 강원 강릉시 연곡면 삼산리 산1-12            | 강릉시         | 1984년 6월 2일 지정                                                                 |      |
| 48호  |      | 강릉비석군 (江陵碑石群)                             | 강원 강릉시 죽헌동 177-4 강릉시립박물관     | 강릉시         | 1984년 6월 2일 지정                                                                 |      |
| 49호  |      | 강릉효자리비 (江陵孝子里碑)                         | 강원 강릉시 옥천동 332-2                    | 강릉김씨문중   | 1984년 6월 2일 지정                                                                 |      |
| 50호  |      | 삼악산성지 (三岳山城址)                             | 강원 춘천시 서면 덕두원리 47                | 춘천시         | 1984년 6월 2일 지정                                                                 |      |
| 51호  |      | 홍천철비 (洪川鐵碑)                                 | 강원 홍천군 홍천읍 연봉리 295-3             | 홍천군         | 1984년 6월 2일 지정                                                                 |      |
| 52호  |      | 영월왕검성 (寧越王儉城)                             | 강원 영월군 영월읍 정양리 산1-1             | 영월군         | 1984년 6월 2일 지정, 2003년 6월 2일 해지, 사적 제446호로 승격                       |      |
| 53호  |      | 연곡고분 (連谷古墳)                                 | 강원 강릉시 연곡면 방내리 44-1              | 강릉시         | 1984년 6월 2일 지정                                                                 |      |
| 54호  |      | 강릉조실환가옥 (江陵曺室煥家屋)                     | 강원 강릉시 유산동 540                      | 조규승         | 1985년 1월 17일 지정, 2010년 6월 4일 해제, 상당부분 변형되어 문화재적 가치가 훼손됨 |      |
| 55호  |      | 강릉 동은 고택 (江陵 東隱 古宅)                     | 강원 강릉시 노암동 1                        | 최근배         | 1985년 1월 17일 지정, 2017년 11월 17일 명칭 변경                                    |      |
| 56호  |      | [[강릉 운파 고택] ] (江陵 雲波 古宅)                | 강원 강릉시 죽헌동 454                      | 유재화         | 1985년 1월 17일 지정                                                                |      |
| 57호  |      | 강릉 회계 고택 (江陵 晦溪 古宅)                     | 강원 강릉시 죽헌동 389                      | 김윤기         | 1985년 1월 17일 지정, 2017년 11월 17일 명칭 변경                                    |      |
| 58호  |      | 강릉김윤기가옥 (江陵金潤起家屋)                     | 강원 강릉시 노암동 300                      | 김학래         | 1985년 1월 17일 지정                                                                |      |
| 59호  |      | 강릉 초당동 고택 (江陵 草堂洞 古宅)                 | 강원 강릉시 초당동 475-3                    | 강릉시         | 1985년 1월 17일 지정, 2017년 11월 17일 명칭 변경                                    |      |
| 60호  |      | 강릉 모학당 고택 (江陵 茅鶴堂 古宅)                 | 강원 강릉시 담산동 313                      | 김종래         | 1985년 1월 17일 지정, 2017년 11월 17일 명칭 변경                                    |      |
| 61호  |      | 강릉 반송댁 (江陵 盤松宅)                           | 강원 강릉시 초당동 269                      | 김명식         | 1985년 1월 17일 지정, 2017년 11월 17일 명칭 변경                                    |      |
| 62호  |      | 강릉 서지 조진사댁 (江陵 鼠池 曺進士宅)             | 강원 강릉시 난곡동 264                      | 조옥현         | 1985년 1월 17일 지정, 2017년 11월 17일 명칭 변경                                    |      |
| 63호  |      | 강릉김재성가옥 (江陵金재성家屋)                     | 강원 강릉시 지변동 347                      | 김재성         | 1985년 1월 17일 지정, 1993년 12월 23일 해제, 해제사유 미상                          |      |
| 64호  |      | 속초김근수가옥 (束草金根洙家屋)                     | 강원 속초시 도문동 1504                     | 김근수         | 1985년 1월 17일 지정                                                                |      |
| 65호  |      | 춘천최재근가옥 (春川最在根家屋)                     | 강원 춘천시 신동면 솟발길 33-11             | 최재근         | 1985년 1월 17일 지정                                                                |      |
| 66호  |      | 춘천민성기가옥 (春川閔聖基家屋)                     | 강원 춘천시 동면 노루목길 15                | 민병도         | 1985년 1월 17일 지정                                                                |      |
| 67호  |      | 춘천김봉희가옥 (春川金鳳熙家屋)                     | 강원 춘천시 서면 서상1리 120-4              | 김봉희         | 1985년 1월 17일 지정, 1995년 12월 18일 해제, 해제사유 미상                          |      |
| 68호  |      | 춘천김정은가옥 (春川金正殷家屋)                     | 강원 춘천시 신동면 솟발1길44                | 김봉식         | 1985년 1월 17일 지정                                                                |      |
| 69호  |      | 홍천 풍암리 고택 (洪川 豊岩里 古宅)                 | 강원 홍천군 서석면 풍암리 717               | 장만귀         | 1985년 1월 17일 지정, 2017년 11월 17일 명칭 변경                                    |      |
| 70호  |      | 영월 북쌍리 고택 (寧越 北雙里 古宅)                 | 강원 영월군 남면 북쌍리 782                 | 우구정         | 1985년 1월 17일 지정, 2017년 11월 17일 명칭 변경                                    |      |
| 71호  |      | 영월김종길가옥 (寧越金鍾吉家屋)                     | 강원 영월군 주천면 주천1리 1196             | 김종길         | 1985년 1월 17일 지정                                                                |      |
| 72호  |      | 영월 창원리 고택 (寧越 蒼院里 古宅)                 | 강원 영월군 남면 창원1리 354                | 고진하         | 1985년 1월 17일 지정, 2017년 11월 17일 명칭 변경                                    |      |
| 73호  |      | 영월원용성가옥 (寧越元容星家屋)                     | 강원 영월군 수주면 무능3리 1166             | 원용성         | 1985년 1월 17일 지정, 2010년 4월 9일 해제, 원형훼손이 심각하여 문화재적 가치상실    |      |
| 74호  |      | 평창지동봉가옥 (平昌智東鳳家屋)                     | 강원 평창군 평창읍 천동리 295               | 지동봉         | 1985년 1월 17일 지정                                                                |      |
| 75호  |      | 평창이장근가옥 (平昌李장근家屋)                     | 강원 평창군 대화면 대화리 917               | 이장근         | 1985년 1월 17일 지정, 1993년 12월 23일 해제, 해제사유 미상                          |      |
| 76호  |      | 고성이태영가옥 (高城李태영家屋)                     | 강원 고성군 토성면 신평리 100               | 이태영         | 1985년 1월 17일 지정, 1993년 12월 23일 해제, 해제사유 미상                          |      |
| 77호  |      | 고성이덕균가옥 (高城李德均家屋)                     | 강원 고성군 죽왕면 인정2리                  | 이덕균         | 1985년 1월 17일 지정                                                                |      |
| 78호  |      | 고성함정균가옥 (高城咸丁均家屋)                     | 강원 고성군 죽왕면 오봉리 375               | 함정균         | 1985년 1월 17일 지정                                                                |      |
| 79호  |      | 양양김성래가옥 (襄陽金成來家屋)                     | 강원 양양군 현남면 북분리 391               | 김성래         | 1985년 1월 17일 지정                                                                |      |
| 80호  |      | 양양조규승가옥 (襄陽曺圭承家屋)                     | 강원 양양군 현남면 포매리 106-1             | 정상철         | 1985년 1월 17일 지정                                                                |      |
| 81호  |      | 강릉최선평가옥 (江陵崔善平家屋)                     | 강원 강릉시 주문진읍 장덕1리 164            | 최선평         | 1985년 1월 17일 지정                                                                |      |
| 82호  |      | 강릉박치규가옥 (江陵朴穉奎家屋)                     | 강원 강릉시 사천면 미노리 111               | 박치규         | 1985년 1월 17일 지정                                                                |      |
| 83호  |      | 명주김남훈가옥 (溟州金南薰家屋)                     | 강원 강릉시 구정면 금광1리 348              | 김남훈         | 1985년 1월 17일 지정, 1994년 4월 25일 해제, 해제사유 미상                           |      |
| 84호  |      | 명주오성근가옥 (溟州吳成根家屋)                     | 강원 강릉시 주문진읍 교항3리                | 오성근         | 1985년 1월 17일 지정, 1994년 4월 25일 해제, 해제사유 미상                           |      |
| 85호  |      | 강릉조광현가옥 (江陵曺光鉉家屋)                     | 강원 강릉시 주문진읍 교항리 863-2           | 조광현         | 1985년 1월 17일 지정                                                                |      |
| 86호  |      | 명주최보영가옥 (溟州崔輔永家屋)                     | 강원 강릉시 주문진읍 교항리 181             | 최보영         | 1985년 1월 17일 지정, 1995년 5월 24일 해제, 해제사유 미상                           |      |
| 87호  |      | 강릉조철현가옥 (江陵曺喆鉉家屋)                     | 강원 강릉시 구정면 학산리 354               | 김화자         | 1985년 1월 17일 지정                                                                |      |
| 88호  |      | 명주김득래가옥 (溟州金得來家屋)                     | 강원 강릉시 구정면 학산리 859               | 김득래         | 1985년 1월 17일 지정, 1994년 4월 25일 해제, 해제사유 미상                           |      |
| 89호  |      | 강릉이진기가옥 (江陵李眞基家屋)                     | 강원 강릉시 성산면 위촌리 395               | 이근원         | 1985년 1월 17일 지정, 2000년 1월 22일 해제, 해제사유 미상                           |      |
| 90호  |      | 명주홍춘길가옥 (溟州洪春吉家屋)                     | 강원 강릉시 강동면 하시동리 93              | 홍춘길         | 1985년 1월 17일 지정, 1994년 4월 25일 해제, 해제사유 미상                           |      |
| 91호  |      | 강릉 시호 고택 (江陵 詩湖 古宅)                     | 강원 강릉시 강동면 하시동리 497             | 박창규         | 1985년 1월 17일 지정, 2017년 11월 17일 명칭 변경                                    |      |
| 92호  |      | 강릉함대식가옥 (江陵咸大植家屋)                     | 강원 강릉시 성산면 위촌리 579               | 함대식         | 1985년 1월 17일 지정                                                                |      |
| 93호  |      | 명주김원기가옥 (溟州金元起家屋)                     | 강원 강릉시 성산면 부산리 436               | 김원기         | 1985년 1월 17일 지정, 1994년 4월 25일 해제, 해제사유 미상                           |      |
| 94호  |      | 삼척민경국가옥 (三陟閔庚國家屋)                     | 강원 삼척시 원덕읍 추천리 899               | 민경국         | 1985년 1월 17일 지정, 1995년 5월 24일 해제, 해제사유 미상                           |      |
| 95호  |      | 삼척김종각가옥 (三陟金종각家屋)                     | 강원 삼척시 근덕면 684-7                    | 김종각         | 1985년 1월 17일 지정, 1988년 8월 25일 해제, 해제사유 미상                           |      |
| 96호  |      | 삼척 고천리 고택 (三陟 古川里 古宅)                 | 강원 삼척시 미로면 고천리 393               | 김영우         | 1985년 1월 17일 지정, 2017년 11월 17일 명칭 변경                                    |      |
| 97호  |      | 삼척김인주가옥 (三陟金仁柱家屋)                     | 강원 삼척시 근덕면 무릉리 995               | 김인주         | 1985년 1월 17일 지정, 2000년 1월 22일 해제, 해제사유 미상                           |      |
| 98호  |      | 원주향교 (原州鄕校)                                 | 강원 원주시 명륜동 255                      | 향교재단       | 1985년 1월 17일 지정                                                                |      |
| 99호  |      | 홍천향교 (洪川鄕校)                                 | 강원 홍천군 홍천읍 희망리 174               | 향교재단       | 1985년 1월 17일 지정                                                                |      |
| 100호 |      | 횡성향교 (橫城鄕校)                                 | 강원 횡성군 횡성읍 읍상리 산12-2            | 향교재단       | 1985년 1월 17일 지정                                                                |      |